# Zugdidi (distrikt)
Zugdidi (georgiska: ზუგდიდის მუნიციპალიტეტი, Zugdidis munitsipaliteti) är ett distrikt i Georgien. Det ligger i regionen Megrelien-Övre Svanetien, i den västra delen av landet. Administrativt centrum är staden Zugdidi.
I distriktet ligger bland annat också turistorten Anaklia.